# Hans-Hermann Meyer
Hans-Hermann Meyer (geboren am 14. Juni 1909 in Königsberg in Preußen; gestorben am  18. Januar 2000 in Homburg) war ein deutscher Psychiater und Neurologe. Er wirkte als Professor und Direktor an der Universitätsklinik des Saarlands.

## Leben
Hans-Hermann Meyer war ein Sohn von Käte Meyer, geborene Schmieden, eine Tochter des Architekten Heino Schmieden, und des Psychiaters und Lehrstuhlinhabers für Psychiatrie und Neurologie in Königsberg Ernst Meyer (1871–1931) sowie ein Enkelsohn des Psychiaters Ludwig Meyer (1827–1900), den er selbst nicht mehr erlebt hat. Er hatte drei Geschwister; sein Bruder Joachim-Ernst Meyer (1917–1998) wurde ebenfalls Psychiater und Professor.
Meyer studierte Medizin in Königsberg, Marburg und München und wurde 1935 zum Dr. med. promoviert. Seine ärztliche Ausbildung erhielt er an der Charité in Berlin. Seit 1945 arbeitete er an der Universitätsklinik Heidelberg, wo er sic 1948 habilitierte, ab 1949 als Privatdozent und von 1954 bis 1958 als außerplanmäßiger Professor lehrte. Meyer erhielt 1958 einen Ruf als ordentlicher Professor für Psychiatrie und Neurologie an die Universität des Saarlandes und wurde Direktor der Universitäts-Nervenklinik des Universitätsklinikums des Saarlandes. 1963/64 war er Dekan der Medizinischen Fakultät. Meyer war in Deutschland ein Pionier in der Erprobung neuer Psychopharmaka und Mitherausgeber der Fachzeitschrift Zentralblatt für Neurologie und Psychiatrie.

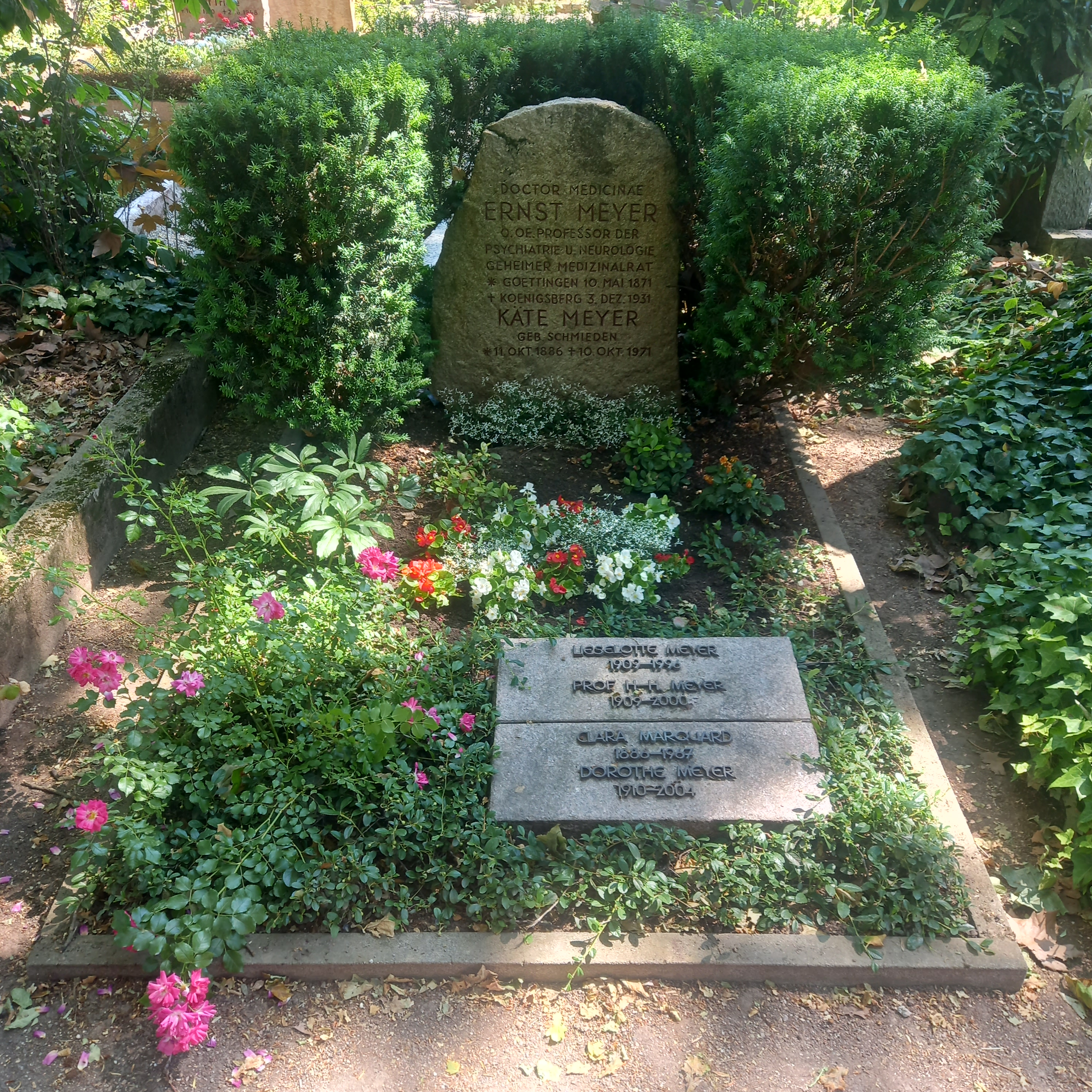
Das Grab von Hans-Hermann Meyer und seiner Ehefrau Lieselotte Meyer im Familiengrab auf dem Neuenheimer Friedhof in Heidelberg

Hans-Hermann Meyer war ab 1939 mit Lieselotte Meyer, geborene Koenig, verheiratet. Er lebte und starb in Homburg.

## Schriften (Auswahl)
- Die Haftpsychosen. Medizinische Dissertation Königsberg 1935 (Druck: Triltsch, Würzburg).
- Der Liquor : Untersuchung und Diagnostik. Springer, Heidelberg 1949.
- (Hrsg.): Seelische Störungen : abnormes und krankhaftes Verhalten des Menschen in der modernen Gesellschaft; 20 Wissenschaftler berichten über den heutigen Stand der Forschung. Umschau Verlag, Frankfurt a. M. 1969.
- (Hrsg.): Nervenheilkunde, Rückblick und Ausblick : wiss. Tagung anlässl. d. 10jährigen Bestehens d. neuen Universitäts-Nervenklinik Homburg/Saar, 3. Nov. 1972. Werk-Verlag Banaschewski, Gräfelfing 1973.

autobiografisch
- Hans-Hermann Meyer, in: Ludwig J. Pongratz: Psychiatrie in Selbstdarstellungen. Huber, Bern 1977, ISBN 3-456-80307-9, S. 283–325